# Distrikt San Pedro (Canchis)
Der Distrikt San Pedro liegt in der Provinz Canchis der Region Cusco in Südzentral-Peru. Der Distrikt wurde am 28. November 1912 gegründet. Er besitzt eine Fläche von 56,1 km². Beim Zensus 2017 lebten 2846 Einwohner im Distrikt. Im Jahr 1993 lag die Einwohnerzahl bei 3572, im Jahr 2007 bei 2974. Die Distriktverwaltung befindet sich in der 3489 m hoch gelegenen Ortschaft San Pedro mit 1361 Einwohnern (Stand 2017). San Pedro liegt knapp 16 km nordwestlich der Provinzhauptstadt Sicuani. Die Straße von Puno nach Cusco führt entlang dem Río Vilcanota. 3 km westnordwestlich von San Pedro befindet sich der archäologische Fundplatz Raqchi.

## Geographische Lage
Der Distrikt San Pedro befindet sich im Andenhochland im zentralen Westen der Provinz Canchis. Der Río Vilcanota (Oberlauf des Río Urubamba) durchquert den Süden des Distrikts in westlicher Richtung. An dessen Nordufer unmittelbar nordwestlich vom Ort San Pedro befindet sich der 3693 m hohe Vulkan Quimsachata. Dieser hatte vor 11.500 Jahren seinen letzten Ausbruch. Über den Vulkan erstrecken sich Lavafelder.
Der Distrikt San Pedro grenzt im Westen an den Distrikt Tinta, im Norden an den Distrikt Combapata sowie im Südosten an den Distrikt San Pablo.

## Ortschaften
Neben dem Hauptort gibt es folgende größere Ortschaften im Distrikt:
- Qquea (301 Einwohner)
- Cuchuma
- Cuchuma Urinsaya
- Raqchi Anansaya